# Lijst van lokale politieke partijen in Nederland in 2014
Dit is een lijst van lokale partijen die bij de Nederlandse gemeenteraadsverkiezingen in 2014 zetels hebben gehaald. Indien in een gemeente als laatste verkiezingen herindelingsverkiezingen zijn geweest zijn de resultaten van deze verkiezingen meegenomen, in dat geval wordt dit ook weergegeven.
Alle landelijke en provinciale partijen met gemeenteraadszetels zijn te vinden in Politieke partijen in Nederland.
| Partij                                           | Provincie     | Gemeente                      | Zetels |
| ------------------------------------------------ | ------------- | ----------------------------- | ------ |
| Gemeentebelangen Appingedam                      | Groningen     | Appingedam                    | 5      |
| Gemeentebelangen Bedum                           | Groningen     | Bedum                         | 4      |
| Fractie 2014                                     | Groningen     | Delfzijl                      | 4      |
| Lijst Stulp                                      | Groningen     | Delfzijl                      | 4      |
| Seniorenpartij Delfzijl                          | Groningen     | Delfzijl                      | 2      |
| Gemeentebelangen Eemsmond                        | Groningen     | Eemsmond                      | 5      |
| Stadspartij                                      | Groningen     | Groningen                     | 3      |
| Student en stad                                  | Groningen     | Groningen                     | 2      |
| VZ2000 Partij voor Veiligheid en Zorg            | Groningen     | Grootegast                    | 4      |
| Gezond Verstand Haren                            | Groningen     | Haren                         | 3      |
| GemeenteBelangen Marum                           | Groningen     | Marum                         | 2      |
| Toekomst voor Marum (TvM)                        | Groningen     | Marum                         | 1      |
| Gemeentebelangen Midden-Groningen                | Groningen     | Midden-Groningen              | 5      |
| Leefbaar Midden-Groningen                        | Groningen     | Midden-Groningen              | 1      |
| Oldambt Aktief                                   | Groningen     | Oldambt                       | 1      |
| Samen voor Pekela                                | Groningen     | Pekela                        | 3      |
| Gemeentebelangen Stadskanaal                     | Groningen     | Stadskanaal                   | 3      |
| Algemeen belang                                  | Groningen     | Ten Boer                      | 3      |
| GemeenteBelangen Veendam                         | Groningen     | Veendam                       | 6      |
| Veuruutkiek (VUK)                                | Groningen     | Veendam                       | 2      |
| Gemeentebelangen Westerwolde                     | Groningen     | Westerwolde                   | 6      |
| Gemeentebelangen Winsum                          | Groningen     | Winsum                        | 4      |
| Gemeentebelangen Achtkarspelen                   | Friesland     | Achtkarspelen                 | 3      |
| AMELAND '82                                      | Friesland     | Ameland                       | 3      |
| Algemeen Belang Ameland                          | Friesland     | Ameland                       | 3      |
| Dantumadeel '82                                  | Friesland     | Dantumadeel                   | 3      |
| Lagere Lasten Dantumadiel                        | Friesland     | Dantumadeel                   | 2      |
| NPP, Nieuw Politiek Peil                         | Friesland     | De Friese Meren               | 1      |
| Algemeen Belang Dongeradeel                      | Friesland     | Dongeradeel                   | 2      |
| Gemeentebelangen Ferwerderadeel (GBF)            | Friesland     | Ferwerderadeel                | 3      |
| Gemeentebelangen Franekeradeel                   | Friesland     | Franekeradeel                 | 5      |
| Harlinger Belang                                 | Friesland     | Harlingen                     | 3      |
| WAD'N PARTIJ Harlingen                           | Friesland     | Harlingen                     | 1      |
| GemeenteBelangen Heerenveen                      | Friesland     | Heerenveen                    | 4      |
| Gemeentebelangen (GBL)                           | Friesland     | Leeuwarden                    | 2      |
| Lijst058                                         | Friesland     | Leeuwarden                    | 2      |
| Ooststellingwerfs Belang                         | Friesland     | Ooststellingwerf              | 6      |
| StellingwerfPlus                                 | Friesland     | Ooststellingwerf              | 1      |
| Opsterlands Belang                               | Friesland     | Opsterland                    | 6      |
| OpsterLanders                                    | Friesland     | Opsterland                    | 1      |
| Betrokken, Anders en Samen                       | Friesland     | Opsterland                    | 1      |
| Kiesvereniging Ons Belang (O.B.)                 | Friesland     | Schiermonnikoog               | 4      |
| Christelijke Groepering Schiermonnikoog          | Friesland     | Schiermonnikoog               | 2      |
| Kiesvereniging Democraten Schiermonnikoog (DS10) | Friesland     | Schiermonnikoog               | 2      |
| Schiermonnikoogs Belang                          | Friesland     | Schiermonnikoog               | 1      |
| Eérste Lokale Partij (ELP)                       | Friesland     | Smallingerland                | 3      |
| Smallingerlands Belang                           | Friesland     | Smallingerland                | 2      |
| Gemeente belangen Totaal Lokaal (GBTL)           | Friesland     | Súdwest-Fryslân               | 2      |
| Plaatselijk Belang Terschelling                  | Friesland     | Terschelling                  | 3      |
| Gemeentebelangen Tietjerksteradeel               | Friesland     | Tietjerksteradeel             | 1      |
| Algemeen Belang Vlieland                         | Friesland     | Vlieland                      | 3      |
| GroenWit                                         | Friesland     | Vlieland                      | 2      |
| SAM Waadhoeke                                    | Friesland     | Waadhoeke                     | 6      |
| Gemeentebelangen                                 | Friesland     | Waadhoeke                     | 6      |
| Weststellingswerf Belang                         | Friesland     | Weststellingwerf              | 3      |
| Weststellingwerf Natuurlijk!                     | Friesland     | Weststellingwerf              | 1      |
| Vrijheid Voor Allen - VVA                        | Friesland     | Weststellingwerf              | 1      |
| Combinatie Gemeentebelangen                      | Drenthe       | Aa en Hunze                   | 8      |
| Stadspartij PLOP                                 | Drenthe       | Assen                         | 4      |
| OP ASSEN                                         | Drenthe       | Assen                         | 1      |
| Gemeentebelangen                                 | Drenthe       | Borger-Odoorn                 | 9      |
| Belangen Buitengebied Coevorden                  | Drenthe       | Coevorden                     | 6      |
| PAC                                              | Drenthe       | Coevorden                     | 3      |
| GEMEENTEBELANGEN                                 | Drenthe       | Coevorden                     | 2      |
| GEMEENTEBELANGEN De Wolden                       | Drenthe       | De Wolden                     | 8      |
| Wakker Emmen                                     | Drenthe       | Emmen                         | 15     |
| Drentse Ouderenpartijen - DOP                    | Drenthe       | Emmen                         | 3      |
| LEF!                                             | Drenthe       | Emmen                         | 3      |
| Gemeentebelangen Hoogeveen en omstreken          | Drenthe       | Hoogeveen                     | 7      |
| Sterk Meppel (SteM)                              | Drenthe       | Meppel                        | 5      |
| Gemeentebel Smilde-Beilen-Westerbork             | Drenthe       | Midden-Drenthe                | 2      |
| Gemeentebelangen                                 | Drenthe       | Midden-Drenthe                | 2      |
| Kiesvereniging Gemeentebelangen Noordenveld      | Drenthe       | Noordenveld                   | 7      |
| Lijst Groen Noordenveld (LGN)                    | Drenthe       | Noordenveld                   | 4      |
| Leefbaar Tynaarlo/EVZ-2000                       | Drenthe       | Tynaarlo                      | 3      |
| Gemeentebelangen Tynaarlo                        | Drenthe       | Tynaarlo                      | 2      |
| DSSW                                             | Drenthe       | Westerveld                    | 2      |
| Gemeentebelangen                                 | Drenthe       | Westerveld                    | 2      |
| STERK Westerveld                                 | Drenthe       | Westerveld                    | 1      |
| BURGERBELANGENALMELO                             | Overijssel    | Almelo                        | 3      |
| ALA                                              | Overijssel    | Almelo                        | 3      |
| Lijst nr. 14 (blanco lijst)                      | Overijssel    | Almelo                        | 1      |
| Partij Vrij Almelo (PVA)                         | Overijssel    | Almelo                        | 1      |
| Almelo Centraal                                  | Overijssel    | Almelo                        | 1      |
| Leefbaar Almelo                                  | Overijssel    | Almelo                        | 1      |
| Almelooooo / Lijst Jan Hammink                   | Overijssel    | Almelo                        | 1      |
| GEMEENTEBELANGEN 1990                            | Overijssel    | Borne                         | 4      |
| Borne-Nu                                         | Overijssel    | Borne                         | 3      |
| Gemeentebelangen                                 | Overijssel    | Dalfsen                       | 9      |
| Gemeentebelangen                                 | Overijssel    | Deventer                      | 7      |
| Deventer Belang                                  | Overijssel    | Deventer                      | 2      |
| DeventerNu                                       | Overijssel    | Deventer                      | 1      |
| Lokaal Dinkelland                                | Overijssel    | Dinkelland                    | 10     |
| Burgerbelangen Enschede (BBE)                    | Overijssel    | Enschede                      | 5      |
| EnschedeAnders                                   | Overijssel    | Enschede                      | 1      |
| Leefbaar Haaksbergen                             | Overijssel    | Haaksbergen                   | 6      |
| G.G.H.                                           | Overijssel    | Haaksbergen                   | 1      |
| OpKoers.nu                                       | Overijssel    | Hardenberg                    | 3      |
| Liberaal Hardenberg                              | Overijssel    | Hardenberg                    | 1      |
| BurgerBelang                                     | Overijssel    | Hellendoorn                   | 5      |
| Gemeentebelangen                                 | Overijssel    | Hellendoorn                   | 2      |
| Hellendoorns Onafhankelijke Partij               | Overijssel    | Hellendoorn                   | 2      |
| Burger Belangen                                  | Overijssel    | Hengelo                       | 2      |
| Hengelose Burgers                                | Overijssel    | Hengelo                       | 2      |
| Pro Hengelo                                      | Overijssel    | Hengelo                       | 5      |
| Gemeente Belangen                                | Overijssel    | Hof van Twente                | 3      |
| Gemeente Belang Kampen                           | Overijssel    | Kampen                        | 2      |
| Burgerforum                                      | Overijssel    | Losser                        | 7      |
| Werknemers Groepering                            | Overijssel    | Oldenzaal                     | 9      |
| Gemeentebelangen Olst-Wijhe                      | Overijssel    | Olst-Wijhe                    | 4      |
| Lokale Partij Ommen                              | Overijssel    | Ommen                         | 2      |
| Volkspartij Ommen Vooruit (VOV)                  | Overijssel    | Ommen                         | 2      |
| Gemeentebelangen                                 | Overijssel    | Raalte                        | 7      |
| Lokaal Alternatief                               | Overijssel    | Raalte                        | 2      |
| Gemeentebelang Rijssen-Holten                    | Overijssel    | Rijssen-Holten                | 3      |
| Lokaal Liberaal Rijssen-Holten                   | Overijssel    | Rijssen-Holten                | 1      |
| Gemeentebelangen                                 | Overijssel    | Staphorst                     | 2      |
| BuitenGewoon Leefbaar                            | Overijssel    | Steenwijkerland               | 6      |
| CPB (Christelijke Partij Burgerbelangen)         | Overijssel    | Steenwijkerland               | 4      |
| Dorpen Centraal                                  | Overijssel    | Tubbergen                     | 2      |
| Gemeente Belangen Twenterand                     | Overijssel    | Twenterand                    | 7      |
| Nieuw Enter Wierden                              | Overijssel    | Wierden                       | 4      |
| Gemeentebelangen Zwartewaterland                 | Overijssel    | Zwartewaterland               | 2      |
| SWOLLWACHT                                       | Overijssel    | Zwolle                        | 3      |
| Leefbaar Almere                                  | Flevoland     | Almere                        | 4      |
| Leefbaar Dronten                                 | Flevoland     | Dronten                       | 3      |
| Inwoners Partij Lelystad                         | Flevoland     | Lelystad                      | 5      |
| Partij voor Lelystad                             | Flevoland     | Lelystad                      | 3      |
| Leefbaar Lelystad                                | Flevoland     | Lelystad                      | 2      |
| Politieke Unie (P.U.)                            | Flevoland     | Noordoostpolder               | 3      |
| ONS Noordoostpolder                              | Flevoland     | Noordoostpolder               | 3      |
| Partij van vrije Poldermensen (PvvP)             | Flevoland     | Noordoostpolder               | 1      |
| Hart voor Urk                                    | Flevoland     | Urk                           | 3      |
| Unie Gemeentebelangen                            | Flevoland     | Urk                           | 2      |
| LEEFBAAR ZEEWOLDE                                | Flevoland     | Zeewolde                      | 6      |
| Zeewolde Liberaal                                | Flevoland     | Zeewolde                      | 1      |
| Burgerbelang                                     | Flevoland     | Zeewolde                      | 1      |
| GemeenteBelangen                                 | Gelderland    | Aalten                        | 4      |
| Progressieve Partij                              | Gelderland    | Aalten                        | 3      |
| HenkMeerdinkVolksvertegenwoordiging              | Gelderland    | Aalten                        | 2      |
| Leefbaar Apeldoorn                               | Gelderland    | Apeldoorn                     | 3      |
| Gemeentebelangen                                 | Gelderland    | Apeldoorn                     | 2      |
| Progressief Sociaal Apeldoorn (PSA)              | Gelderland    | Apeldoorn                     | 1      |
| Zuid Centraal                                    | Gelderland    | Arnhem                        | 2      |
| Verenigd Arnhem                                  | Gelderland    | Arnhem                        | 1      |
| Arnhemse Ouderen Partij                          | Gelderland    | Arnhem                        | 1      |
| Burger Initiatief                                | Gelderland    | Barneveld                     | 3      |
| Gemeentebelangen Berkelland                      | Gelderland    | Berkelland                    | 5      |
| Ondernemend Berkelland                           | Gelderland    | Berkelland                    | 2      |
| Beuningen Nu & Morgen                            | Gelderland    | Beuningen                     | 9      |
| Gemeentebelangen Bronckhorst (GBB)               | Gelderland    | Bronckhorst                   | 4      |
| LOKAAL BELANG                                    | Gelderland    | Brummen                       | 3      |
| Lokale Partij I.P.V.                             | Gelderland    | Brummen                       | 3      |
| Gemeentebelangen                                 | Gelderland    | Buren                         | 4      |
| Protestants Christelijke Groepering              | Gelderland    | Buren                         | 3      |
| Culemborg Centraal                               | Gelderland    | Culemborg                     | 1      |
| Stadspartij Doesburg                             | Gelderland    | Doesburg                      | 3      |
| Partij voor Lokaal Maatwerk (PvLM)               | Gelderland    | Doetinchem                    | 2      |
| Gemeentebelangen Doetinchem                      | Gelderland    | Doetinchem                    | 2      |
| Dorpslijst Druten                                | Gelderland    | Druten                        | 4      |
| Welzijn Druten                                   | Gelderland    | Druten                        | 3      |
| Dorpslijst Puiflijk/Druten-Zuid                  | Gelderland    | Druten                        | 3      |
| Dorpslijst Afferden                              | Gelderland    | Druten                        | 2      |
| Dorpslijst Deest                                 | Gelderland    | Druten                        | 1      |
| Dorpslijst Horssen                               | Gelderland    | Druten                        | 1      |
| Senioren Partij Druten                           | Gelderland    | Druten                        | 1      |
| LOKAAL ALTERNATIEF                               | Gelderland    | Duiven                        | 8      |
| Pro Duiven                                       | Gelderland    | Duiven                        | 1      |
| Gemeente belangen                                | Gelderland    | Ede                           | 5      |
| Burgerbelangen                                   | Gelderland    | Ede                           | 2      |
| Algemeen Belang                                  | Gelderland    | Elburg                        | 4      |
| Elburg Beleid                                    | Gelderland    | Elburg                        | 2      |
| Nieuwe Lijn                                      | Gelderland    | Epe                           | 5      |
| Gemeentebelangen Epe                             | Gelderland    | Epe                           | 1      |
| BurgerBelangen Ermelo                            | Gelderland    | Ermelo                        | 3      |
| Dorpsbelangen                                    | Gelderland    | Geldermalsen                  | 6      |
| Leefbaar Geldermalsen                            | Gelderland    | Geldermalsen                  | 2      |
| V.O.L.G.                                         | Gelderland    | Groesbeek                     | 3      |
| Sociaal Groesbeek (SG)                           | Gelderland    | Groesbeek                     | 2      |
| Groesbeekse Volkspartij (GVP)                    | Gelderland    | Groesbeek                     | 3      |
| VOOR BERG EN DAL (VBenD)                         | Gelderland    | Groesbeek                     | 2      |
| Combinatie '90 Ubbergen                          | Gelderland    | Groesbeek                     | 2      |
| Gemeente- Jeugd- en Sportbelangen                | Gelderland    | Groesbeek                     | 2      |
| Stadspartij Harderwijk Anders                    | Gelderland    | Harderwijk                    | 4      |
| Gemeentebelang Harderwijk/Hierden                | Gelderland    | Harderwijk                    | 3      |
| Gemeentebelang Boerenpartij                      | Gelderland    | Heerde                        | 3      |
| Democraten Gemeente Heumen                       | Gelderland    | Heumen                        | 7      |
| Lokaal Belang Lingewaard                         | Gelderland    | Lingewaard                    | 5      |
| B06-L2000                                        | Gelderland    | Lingewaard                    | 4      |
| lingewaard.NU                                    | Gelderland    | Lingewaard                    | 4      |
| Gemeentebelangen                                 | Gelderland    | Lochem                        | 5      |
| Samen Sterk Maasdriel                            | Gelderland    | Maasdriel                     | 6      |
| Lokaal Belang Montferland (LBM)                  | Gelderland    | Montferland                   | 4      |
| Burger Belangen                                  | Gelderland    | Montferland                   | 1      |
| lijst nr. 7 (blanco lijst)                       | Gelderland    | Montferland                   | 1      |
| Gemeentebelangen                                 | Gelderland    | Neder-Betuwe                  | 2      |
| Voor Neerijnen                                   | Gelderland    | Neerijnen                     | 3      |
| Gemeentebelangen Neerijnen                       | Gelderland    | Neerijnen                     | 3      |
| De Lokale Partij                                 | Gelderland    | Nijkerk                       | 5      |
| Gewoon Nijmegen                                  | Gelderland    | Nijmegen                      | 2      |
| De Nijmeegse Fractie                             | Gelderland    | Nijmegen                      | 2      |
| Gemeentebelang                                   | Gelderland    | Nunspeet                      | 5      |
| Algemeen Belang Oldebroek (A.B.O.)               | Gelderland    | Oldebroek                     | 4      |
| OOG                                              | Gelderland    | Oost Gelre                    | 5      |
| Nieuwe Liberalen Oost Gelre                      | Gelderland    | Oost Gelre                    | 2      |
| Lokaal Belang (GVS)                              | Gelderland    | Oude IJsselstreek             | 9      |
| Gemeentebelangen Overbetuwe                      | Gelderland    | Overbetuwe                    | 4      |
| Lijst nr. 10 (blanco lijst)                      | Gelderland    | Overbetuwe                    | 1      |
| Wij Putten                                       | Gelderland    | Putten                        | 5      |
| GEMEENTEBELANGEN                                 | Gelderland    | Putten                        | 2      |
| GEMEENTEBELANGEN                                 | Gelderland    | Renkum                        | 3      |
| Partij Renkumse Dorpen John Bartels              | Gelderland    | Renkum                        | 1      |
| Renkum Zelfstandig en Sociaal                    | Gelderland    | Renkum                        | 1      |
| Gemeentebelangen                                 | Gelderland    | Rheden                        | 1      |
| Groep Pieper-Rook / Burgerbelangen               | Gelderland    | Rheden                        | 1      |
| BGR                                              | Gelderland    | Rozendaal                     | 4      |
| R'74                                             | Gelderland    | Rozendaal                     | 3      |
| PAK                                              | Gelderland    | Rozendaal                     | 2      |
| GemeenteBelangen Scherpenzeel                    | Gelderland    | Scherpenzeel                  | 3      |
| Partij Van De Burgers                            | Gelderland    | Tiel                          | 4      |
| ProTiel                                          | Gelderland    | Tiel                          | 2      |
| Sociaal Tiel                                     | Gelderland    | Tiel                          | 1      |
| Gemeente Belangen Voorst                         | Gelderland    | Voorst                        | 7      |
| Liberaal 2000                                    | Gelderland    | Voorst                        | 2      |
| Stadspartij Wageningen                           | Gelderland    | Wageningen                    | 5      |
| F.D. Dreumel                                     | Gelderland    | West Maas en Waal             | 3      |
| Partij Beneden Leeuwen                           | Gelderland    | West Maas en Waal             | 1      |
| F.D. Maasdorpen                                  | Gelderland    | West Maas en Waal             | 2      |
| F.D. Boven-Leeuwen                               | Gelderland    | West Maas en Waal             | 1      |
| F.D. Wamel                                       | Gelderland    | West Maas en Waal             | 1      |
| Kernachtig Wijchen                               | Gelderland    | Wijchen                       | 11     |
| Sociaal Wijchen                                  | Gelderland    | Wijchen                       | 2      |
| Lokale Dorpspartijen                             | Gelderland    | Wijchen                       | 1      |
| Winterswijks Belang                              | Gelderland    | Winterswijk                   | 6      |
| ZVV (Zaltbommel Veranderen Met Visie)            | Gelderland    | Zaltbommel                    | 5      |
| Lokaal Belang                                    | Gelderland    | Zevenaar                      | 10     |
| Sociaal Zevenaar                                 | Gelderland    | Zevenaar                      | 1      |
| Burgerbelang Zutphen Warnsveld                   | Gelderland    | Zutphen                       | 5      |
| STADSPARTIJ Zutphen Warnsveld                    | Gelderland    | Zutphen                       | 3      |
| Burger Partij Amersfoort (BPA)                   | Utrecht       | Amersfoort                    | 2      |
| Amersfoort 2014                                  | Utrecht       | Amersfoort                    | 1      |
| Baarnse Onafhankelijke Partij                    | Utrecht       | Baarn                         | 4      |
| L T S (Lijst Tinus Snyders)                      | Utrecht       | Baarn                         | 1      |
| CAP                                              | Utrecht       | Bunschoten                    | 2      |
| Spakenburgse Vrijheidspartij (SVP)               | Utrecht       | Bunschoten                    | 1      |
| Beter De Bilt                                    | Utrecht       | De Bilt                       | 4      |
| Bilts Belang                                     | Utrecht       | De Bilt                       | 2      |
| Ronde Venen Belang                               | Utrecht       | De Ronde Venen                | 4      |
| lijst 8 kernen                                   | Utrecht       | De Ronde Venen                | 2      |
| Dorpsbelang                                      | Utrecht       | Eemnes                        | 3      |
| Inwonerspartij Toekomst Houten                   | Utrecht       | Houten                        | 4      |
| Houten Anders!                                   | Utrecht       | Houten                        | 2      |
| Liberaal Democraten IJsselstein LDIJ             | Utrecht       | IJsselstein                   | 5      |
| Inwonersbelangen Montfoort Linschoten            | Utrecht       | Montfoort                     | 5      |
| ieders Belang                                    | Utrecht       | Nieuwegein                    | 5      |
| Stadspartij Núwegein                             | Utrecht       | Nieuwegein                    | 1      |
| De Onafhankelijken                               | Utrecht       | Oudewater                     | 5      |
| Dorpsbelang Renswoude                            | Utrecht       | Renswoude                     | 2      |
| RHENENS BELANG                                   | Utrecht       | Rhenen                        | 2      |
| Soest 2002                                       | Utrecht       | Soest                         | 4      |
| Gemeentebelangen Groen Soest                     | Utrecht       | Soest                         | 3      |
| Burgerbelangen Soest-Soesterberg                 | Utrecht       | Soest                         | 1      |
| Lokaal Anders Soest                              | Utrecht       | Soest                         | 1      |
| Democraten Soest Natuurlijk                      | Utrecht       | Soest                         | 1      |
| Groep Frank van Liempdt Lokaal Liberaal          | Utrecht       | Stichtse Vecht                | 4      |
| Streekbelangen                                   | Utrecht       | Stichtse Vecht                | 3      |
| Maarssen 2000                                    | Utrecht       | Stichtse Vecht                | 3      |
| Het Vechtse Verbond                              | Utrecht       | Stichtse Vecht                | 1      |
| Stichtse Vecht Beweegt                           | Utrecht       | Stichtse Vecht                | 1      |
| Stadsbelang Utrecht                              | Utrecht       | Utrecht                       | 2      |
| Student & Starter                                | Utrecht       | Utrecht                       | 1      |
| BVH (Burger Vertegenwoordiging Heuvelrug)        | Utrecht       | Utrechtse Heuvelrug           | 3      |
| ProVeenendaal                                    | Utrecht       | Veenendaal                    | 3      |
| Lokaal Veenendaal                                | Utrecht       | Veenendaal                    | 2      |
| Lokaal Alert                                     | Utrecht       | Vianen                        | 3      |
| Protestant-Christelijke Groepering (PCG)         | Utrecht       | Wijk bij Duurstede            | 2      |
| Burger Belangen Nu                               | Utrecht       | Wijk bij Duurstede            | 1      |
| Inwonersbelangen                                 | Utrecht       | Woerden                       | 4      |
| LijstvanderDoes                                  | Utrecht       | Woerden                       | 3      |
| STERK Woerden (SW)                               | Utrecht       | Woerden                       | 2      |
| GemeenteBelangen Woudenberg (GBW)                | Utrecht       | Woudenberg                    | 2      |
| Seyst.Nu                                         | Utrecht       | Zeist                         | 4      |
| NieuwDemocratischZeist                           | Utrecht       | Zeist                         | 2      |
| Aalsmeerse Belangen                              | Noord-Holland | Aalsmeer                      | 6      |
| Het Aalsmeers Collectief                         | Noord-Holland | Aalsmeer                      | 1      |
| Onafhankelijke Partij Alkmaar (OPA)              | Noord-Holland | Alkmaar                       | 10     |
| Leefbaar Alkmaar                                 | Noord-Holland | Alkmaar                       | 3      |
| SeniorenPartij Alkmaar (SPA)                     | Noord-Holland | Alkmaar                       | 2      |
| BURGERBELANGEN AMSTELVEEN                        | Noord-Holland | Amstelveen                    | 4      |
| Ouderen Combinatie Amstelveen (OCA)              | Noord-Holland | Amstelveen                    | 2      |
| Beemster Polder Partij                           | Noord-Holland | Beemster                      | 4      |
| KIES Lokaal                                      | Noord-Holland | Bergen                        | 6      |
| Gemeentebelangen BES                             | Noord-Holland | Bergen                        | 3      |
| Gemeentebelangen Beverwijk                       | Noord-Holland | Beverwijk                     | 4      |
| Democraten Beverwijk                             | Noord-Holland | Beverwijk                     | 2      |
| Hart voor Blaricum                               | Noord-Holland | Blaricum                      | 4      |
| De Blaricumse Partij                             | Noord-Holland | Blaricum                      | 3      |
| Liberaal Bloemendaal                             | Noord-Holland | Bloemendaal                   | 4      |
| Castricum Kern(en) Gezond (CKenG)                | Noord-Holland | Castricum                     | 4      |
| Gemeente- en Dorpsbelang (GDB)                   | Noord-Holland | Castricum                     | 2      |
| De VrijeLijst                                    | Noord-Holland | Castricum                     | 1      |
| Stadspartij Den Helder                           | Noord-Holland | Den Helder                    | 11     |
| Helder Onafhankelijk!                            | Noord-Holland | Den Helder                    | 2      |
| Behoorlijk Bestuur                               | Noord-Holland | Den Helder                    | 1      |
| Vrije Socialisten                                | Noord-Holland | Den Helder                    | 1      |
| Leefbaar Diemen                                  | Noord-Holland | Diemen                        | 3      |
| Gemeentebelangen Drechterland                    | Noord-Holland | Drechterland                  | 3      |
| Senioren Partij Drechterland                     | Noord-Holland | Drechterland                  | 2      |
| LIJST KRAS                                       | Noord-Holland | Edam-Volendam                 | 6      |
| Volendam´80                                      | Noord-Holland | Edam-Volendam                 | 4      |
| Zeevangs Belang                                  | Noord-Holland | Edam-Volendam                 | 4      |
| Nieuw Enkhuizen                                  | Noord-Holland | Enkhuizen                     | 2      |
| Lijst Quasten                                    | Noord-Holland | Enkhuizen                     | 1      |
| Het Enkhuizer Alternatief                        | Noord-Holland | Enkhuizen                     | 1      |
| Hart voor Bussum                                 | Noord-Holland | Gooise Meren                  | 2      |
| Gooise Ouderen Partij                            | Noord-Holland | Gooise Meren                  | 2      |
| Ouderen Partij Haarlem                           | Noord-Holland | Haarlem                       | 2      |
| Actiepartij                                      | Noord-Holland | Haarlem                       | 2      |
| HAP                                              | Noord-Holland | Haarlemmermeer                | 6      |
| Een Haarlemmermeer                               | Noord-Holland | Haarlemmermeer                | 1      |
| Sociaal Rechts Haarlemmermeer (SRH)              | Noord-Holland | Haarlemmermeer                | 1      |
| Christen-Democratische Volkspartij (CDVP)        | Noord-Holland | Haarlemmermeer                | 1      |
| Heemskerk Lokaal                                 | Noord-Holland | Heemskerk                     | 5      |
| Liberaal Heemskerk                               | Noord-Holland | Heemskerk                     | 5      |
| Heemsteeds Burger Belang                         | Noord-Holland | Heemstede                     | 5      |
| H.O.P. (Heerhugowaardse Onafhankelijke Partij)   | Noord-Holland | Heerhugowaard                 | 5      |
| Senioren HHW                                     | Noord-Holland | Heerhugowaard                 | 3      |
| Burgerbelang                                     | Noord-Holland | Heerhugowaard                 | 3      |
| Heiloo-2000                                      | Noord-Holland | Heiloo                        | 6      |
| Hart voor Hilversum                              | Noord-Holland | Hilversum                     | 6      |
| Hilversums Belang                                | Noord-Holland | Hilversum                     | 1      |
| Leefbaar Hilversum                               | Noord-Holland | Hilversum                     | 1      |
| Senioren Hollands Kroon                          | Noord-Holland | Hollands Kroon                | 6      |
| Lokaal Alternatief Democratie Anders (LADA)      | Noord-Holland | Hollands Kroon                | 6      |
| Progressief Hollands Kroon                       | Noord-Holland | Hollands Kroon                | 1      |
| V.O.C. Hoorn                                     | Noord-Holland | Hoorn                         | 3      |
| HOP                                              | Noord-Holland | Hoorn                         | 2      |
| Hoornse Senioren Partij (HSP)                    | Noord-Holland | Hoorn                         | 2      |
| Hoorns Belang                                    | Noord-Holland | Hoorn                         | 2      |
| Fractie Tonnaer                                  | Noord-Holland | Hoorn                         | 2      |
| Hoorn Lokaal                                     | Noord-Holland | Hoorn                         | 1      |
| Dorpsbelangen Huizen                             | Noord-Holland | Huizen                        | 3      |
| Leefbaar Huizen                                  | Noord-Holland | Huizen                        | 2      |
| GBK                                              | Noord-Holland | Koggenland                    | 3      |
| Welzijn-Koggenland                               | Noord-Holland | Koggenland                    | 2      |
| OK(é) Partij                                     | Noord-Holland | Koggenland                    | 2      |
| Positief Landsmeer                               | Noord-Holland | Landsmeer                     | 3      |
| Lijst Maja van Campen (LMvC)                     | Noord-Holland | Landsmeer                     | 1      |
| Dorpsbelang Langedijk                            | Noord-Holland | Langedijk                     | 5      |
| Kleurrijk Langedijk                              | Noord-Holland | Langedijk                     | 3      |
| LARENS BEHOUD                                    | Noord-Holland | Laren                         | 5      |
| Liberaal Laren                                   | Noord-Holland | Laren                         | 2      |
| GemeenteBelangen                                 | Noord-Holland | Medemblik                     | 4      |
| Progressief West-Friesland                       | Noord-Holland | Medemblik                     | 2      |
| PW 2010                                          | Noord-Holland | Medemblik                     | 1      |
| BAMM                                             | Noord-Holland | Medemblik                     | 1      |
| Gemeentebelangen                                 | Noord-Holland | Oostzaan                      | 1      |
| Gemeentebelangen Opmeer                          | Noord-Holland | Opmeer                        | 5      |
| DOOR SAMENWERKING VOORUIT (DSV)                  | Noord-Holland | Opmeer                        | 2      |
| Ouder-Amstel Anders                              | Noord-Holland | Ouder-Amstel                  | 2      |
| Natuurlijk Belang                                | Noord-Holland | Ouder-Amstel                  | 1      |
| STADSPARTIJ                                      | Noord-Holland | Purmerend                     | 8      |
| Algemeen Ouderen Verbond                         | Noord-Holland | Purmerend                     | 4      |
| Leefbaar Purmerend 2001                          | Noord-Holland | Purmerend                     | 3      |
| Vereniging Seniorenpartij Schagen                | Noord-Holland | Schagen                       | 3      |
| Jong En Sterker Schagen (JESS)                   | Noord-Holland | Schagen                       | 3      |
| Wens4U (wij en Schagen voor u)                   | Noord-Holland | Schagen                       | 1      |
| Duurzaam Natuurlijk Alternatief (DNA)            | Noord-Holland | Schagen                       | 1      |
| Gemeente Belangen Stede Broec (GBS)              | Noord-Holland | Stede Broec                   | 3      |
| Onafhankelijke Partij                            | Noord-Holland | Stede Broec                   | 2      |
| Texels Belang (TB)                               | Noord-Holland | Texel                         | 3      |
| Texel 2010                                       | Noord-Holland | Texel                         | 2      |
| Lijst nr. 8 (blanco lijst)                       | Noord-Holland | Texel                         | 1      |
| Progressief Uitgeest                             | Noord-Holland | Uitgeest                      | 4      |
| Uitgeester vrije partij                          | Noord-Holland | Uitgeest                      | 2      |
| Uitgeest Lokaal                                  | Noord-Holland | Uitgeest                      | 2      |
| Gemeentebelangen                                 | Noord-Holland | Uithoorn                      | 4      |
| Ons Uithoorn                                     | Noord-Holland | Uithoorn                      | 3      |
| Groen Uithoorn                                   | Noord-Holland | Uithoorn                      | 1      |
| Velsen Lokaal                                    | Noord-Holland | Velsen                        | 6      |
| LGV                                              | Noord-Holland | Velsen                        | 4      |
| WaterlandNatuurlijk                              | Noord-Holland | Waterland                     | 2      |
| WSP                                              | Noord-Holland | Weesp                         | 5      |
| Duurzame StadsBelangen                           | Noord-Holland | Weesp                         | 1      |
| DorpsBelangen                                    | Noord-Holland | Wijdemeren                    | 4      |
| Vereniging Liberaal Wormerland                   | Noord-Holland | Wormerland                    | 4      |
| Democratisch Zaanstad                            | Noord-Holland | Zaanstad                      | 4      |
| Politieke Partij voor Ouderen en Veiligheid      | Noord-Holland | Zaanstad                      | 4      |
| ROSA                                             | Noord-Holland | Zaanstad                      | 3      |
| Zaanse Onafhankelijke Groepering                 | Noord-Holland | Zaanstad                      | 1      |
| Zaanse Inwoners Partij                           | Noord-Holland | Zaanstad                      | 1      |
| Ouderen Partij Zandvoort                         | Noord-Holland | Zandvoort                     | 5      |
| Gemeente Belangen Zandvoort (G.B.Z.)             | Noord-Holland | Zandvoort                     | 2      |
| Sociaal Zandvoort                                | Noord-Holland | Zandvoort                     | 1      |
| Leefbaar Alblasserdam                            | Zuid-Holland  | Alblasserdam                  | 1      |
| Echt voor Albrandswaard                          | Zuid-Holland  | Albrandswaard                 | 5      |
| Nieuwe Albrandswaardse Partij (NAP)              | Zuid-Holland  | Albrandswaard                 | 2      |
| Nieuw Elan                                       | Zuid-Holland  | Alphen aan den Rijn           | 6      |
| RijnGouweLokaal (RGL)                            | Zuid-Holland  | Alphen aan den Rijn           | 1      |
| Beter Alphen                                     | Zuid-Holland  | Alphen aan den Rijn           | 1      |
| EVB (Echt voor Barendrecht)                      | Zuid-Holland  | Barendrecht                   | 9      |
| Gemeentebelangen Binnenmaas                      | Zuid-Holland  | Barendrecht                   | 7      |
| Burgerbelangen Bodegraven-Reeuwijk               | Zuid-Holland  | Bodegraven-Reeuwijk           | 7      |
| Leefbaar Capelle                                 | Zuid-Holland  | Capelle aan den IJssel        | 12     |
| Cromstrijen '98                                  | Zuid-Holland  | Cromstrijen                   | 4      |
| STIP                                             | Zuid-Holland  | Delft                         | 4      |
| Onafhankelijk Delft                              | Zuid-Holland  | Delft                         | 4      |
| Stadsbelangen                                    | Zuid-Holland  | Delft                         | 2      |
| Beter Voor Dordt                                 | Zuid-Holland  | Dordrecht                     | 14     |
| Vitale Kernen Goeree Overflakkee                 | Zuid-Holland  | Goeree-Overflakkee            | 3      |
| Eiland van Vrijheid                              | Zuid-Holland  | Goeree-Overflakkee            | 1      |
| Goeree Overflakkee Samen (GOS)                   | Zuid-Holland  | Goeree-Overflakkee            | 1      |
| Stadsbelang                                      | Zuid-Holland  | Gorinchem                     | 3      |
| Gorcum Actief                                    | Zuid-Holland  | Gorinchem                     | 2      |
| Gouda Positief /Gemeentebelangen Gouda           | Zuid-Holland  | Gouda                         | 5      |
| Gouda's 50+ partij                               | Zuid-Holland  | Gouda                         | 2      |
| Transparante Partij voor Algemeen Belang (T@B)   | Zuid-Holland  | Hardinxveld-Giessendam        | 6      |
| Inwonersbelang Hellevoetsluis                    | Zuid-Holland  | Hellevoetsluis                | 11     |
| Gemeente Belangen                                | Zuid-Holland  | Hendrik-Ido-Ambacht           | 6      |
| A.U.B. (Ambacht Uw Belang)                       | Zuid-Holland  | Hendrik-Ido-Ambacht           | 3      |
| BEVOLKINGSBELANGEN HILLEGOM (BBH)                | Zuid-Holland  | Hillegom                      | 7      |
| Bloeiend Hillegom                                | Zuid-Holland  | Hillegom                      | 3      |
| PRO Kaag en Braassem                             | Zuid-Holland  | Kaag en Braassem              | 7      |
| Samen voor Kaag & Braassem                       | Zuid-Holland  | Kaag en Braassem              | 5      |
| GemeenteBelangen                                 | Zuid-Holland  | Katwijk                       | 4      |
| Hart Voor Katwijk                                | Zuid-Holland  | Katwijk                       | 3      |
| KiesKatwijk                                      | Zuid-Holland  | Katwijk                       | 2      |
| Gemeentebelangen Korendijk                       | Zuid-Holland  | Korendijk                     | 3      |
| Leefbaar Krimpen                                 | Zuid-Holland  | Krimpen aan den IJssel        | 4      |
| Stem van Krimpen                                 | Zuid-Holland  | Krimpen aan den IJssel        | 3      |
| Vereniging Gemeentebelang Krimpenerwaard         | Zuid-Holland  | Krimpenerwaard                | 7      |
| Gemeente Belang Schoonhoven                      | Zuid-Holland  | Krimpenerwaard                | 2      |
| Pro Krimpenerwaard                               | Zuid-Holland  | Krimpenerwaard                | 1      |
| Leefbaar 3B                                      | Zuid-Holland  | Lansingerland                 | 7      |
| WIJ Lansingerland                                | Zuid-Holland  | Lansingerland                 | 2      |
| Partij Neeleman                                  | Zuid-Holland  | Lansingerland                 | 1      |
| Leerdam 2000                                     | Zuid-Holland  | Leerdam                       | 6      |
| Leefbaar Leiden                                  | Zuid-Holland  | Leiden                        | 2      |
| Lijst nr. 6 (blanco lijst)                       | Zuid-Holland  | Leiderdorp                    | 2      |
| GBLV/Gemeentebelangen                            | Zuid-Holland  | Leidschendam-Voorburg         | 8      |
| Nieuw Lisse                                      | Zuid-Holland  | Lisse                         | 5      |
| Maassluis Belang                                 | Zuid-Holland  | Maassluis                     | 4      |
| OGP Midden-Delfland                              | Zuid-Holland  | Midden-Delfland               | 4      |
| Mijn Partij                                      | Zuid-Holland  | Midden-Delfland               | 4      |
| GemeenteBelangenMolenwaard                       | Zuid-Holland  | Molenwaard                    | 2      |
| Samen Beter Nieuwkoop                            | Zuid-Holland  | Nieuwkoop                     | 6      |
| MPN-PN                                           | Zuid-Holland  | Nieuwkoop                     | 4      |
| ONS                                              | Zuid-Holland  | Nissewaard                    | 13     |
| Lokaal Onafhankelijk Bernisse (LOB)              | Zuid-Holland  | Nissewaard                    | 2      |
| PUUR NOORDWIJK                                   | Zuid-Holland  | Noordwijk                     | 8      |
| Lijst Salman Noordwijk                           | Zuid-Holland  | Noordwijk                     | 3      |
| NOORDWIJK ZELFSTANDIG                            | Zuid-Holland  | Noordwijk                     | 2      |
| NZLokaal                                         | Zuid-Holland  | Noordwijkerhout               | 5      |
| Leefbaar Oegstgeest                              | Zuid-Holland  | Oegstgeest                    | 3      |
| Lokaal Oegstgeest                                | Zuid-Holland  | Oegstgeest                    | 2      |
| BINT                                             | Zuid-Holland  | Oud-Beijerland                | 5      |
| PAPENDRECHTS ALGEMEEN BELANG                     | Zuid-Holland  | Papendrecht                   | 7      |
| Onafhankelijk Papendrecht                        | Zuid-Holland  | Papendrecht                   | 1      |
| Gemeentebelangen                                 | Zuid-Holland  | Pijnacker-Nootdorp            | 4      |
| Eerlijk Alternatief                              | Zuid-Holland  | Pijnacker-Nootdorp            | 3      |
| Leefbaar Pijnacker-Nootdorp                      | Zuid-Holland  | Pijnacker-Nootdorp            | 1      |
| Leefbaar Ridderkerk                              | Zuid-Holland  | Ridderkerk                    | 6      |
| EVR (Echt Voor Ridderkerk)                       | Zuid-Holland  | Ridderkerk                    | 5      |
| Partij 18PLUS                                    | Zuid-Holland  | Ridderkerk                    | 1      |
| Gemeentebelangen Rijswijk (GR)                   | Zuid-Holland  | Rijswijk                      | 5      |
| BETER VOOR RIJSWIJK (BVR)                        | Zuid-Holland  | Rijswijk                      | 5      |
| Onafhankelijk Rijswijk                           | Zuid-Holland  | Rijswijk                      | 2      |
| Leefbaar Rotterdam                               | Zuid-Holland  | Rotterdam                     | 14     |
| Algemeen Ouderen Verbond                         | Zuid-Holland  | Schiedam                      | 4      |
| Leefbaar Schiedam                                | Zuid-Holland  | Schiedam                      | 3      |
| PS (Progressief Schiedam)                        | Zuid-Holland  | Schiedam                      | 2      |
| Lijst nr. 12 (blanco lijst)                      | Zuid-Holland  | Schiedam                      | 1      |
| Gemeente Belangen Schiedam                       | Zuid-Holland  | Schiedam                      | 1      |
| Haagse Stadspartij                               | Zuid-Holland  | Den Haag                      | 5      |
| Groep de Mos/Ouderen Partij Den Haag             | Zuid-Holland  | Den Haag                      | 3      |
| PRO Sliedrecht                                   | Zuid-Holland  | Sliedrecht                    | 5      |
| Strijens Belang                                  | Zuid-Holland  | Strijen                       | 2      |
| Trilokaal                                        | Zuid-Holland  | Teylingen                     | 4      |
| VV2000/Leefbaar Vlaardingen                      | Zuid-Holland  | Vlaardingen                   | 5      |
| ONS Vlaardingen                                  | Zuid-Holland  | Vlaardingen                   | 3      |
| Algemeen Ouderen Verbond (AOV)                   | Zuid-Holland  | Vlaardingen                   | 3      |
| StadsBelangen Vlaardingen                        | Zuid-Holland  | Vlaardingen                   | 2      |
| ONS Voorschoten                                  | Zuid-Holland  | Voorschoten                   | 4      |
| Weerbaar Waddinxveen                             | Zuid-Holland  | Waddinxveen                   | 3      |
| Wat Wassenaar Wil                                | Zuid-Holland  | Wassenaar                     | 3      |
| Passie voor Wassenaar                            | Zuid-Holland  | Wassenaar                     | 2      |
| DLW-Democratische Liberalen Wassenaar            | Zuid-Holland  | Wassenaar                     | 1      |
| Hart voor Wassenaar                              | Zuid-Holland  | Wassenaar                     | 1      |
| Westland Verstandig-LEO 2.0                      | Zuid-Holland  | Westland                      | 7      |
| Lokale Politieke Federatie Westland              | Zuid-Holland  | Westland                      | 6      |
| GemeenteBelang Westland (GBW)                    | Zuid-Holland  | Westland                      | 6      |
| Partij Westvoorne (PW)                           | Zuid-Holland  | Westvoorne                    | 5      |
| Gemeentebelangen Westvoorne                      | Zuid-Holland  | Westvoorne                    | 4      |
| VKG                                              | Zuid-Holland  | Zederik                       | 3      |
| LHN (Lijst Hilbrand Nawijn)                      | Zuid-Holland  | Zoetermeer                    | 6      |
| Zó! Zoetermeer                                   | Zuid-Holland  | Zoetermeer                    | 3      |
| Nieuw Elan Zuidplas (NEZ)                        | Zuid-Holland  | Zuidplas                      | 3      |
| Algemeen Belang Zwijndrecht                      | Zuid-Holland  | Zwijndrecht                   | 5      |
| Zwijndrechtse Plus Partij                        | Zuid-Holland  | Zwijndrecht                   | 3      |
| Lokale Partij Borsele                            | Zeeland       | Borsele                       | 3      |
| Partij voor Goes                                 | Zeeland       | Goes                          | 2      |
| Algemeen Belang Groot Hulst                      | Zeeland       | Hulst                         | 6      |
| PROGRESSIEF HULST                                | Zeeland       | Hulst                         | 3      |
| Groot Hontenisse                                 | Zeeland       | Hulst                         | 3      |
| HULST ANDERS                                     | Zeeland       | Hulst                         | 1      |
| Gemeentebelang                                   | Zeeland       | Kapelle                       | 2      |
| Lokale Partij Middelburg (LPM)                   | Zeeland       | Middelburg                    | 4      |
| Partij Betrokken Noord-Beveland (BEN)            | Zeeland       | Noord-Beveland                | 3      |
| Noord-Bevelands Belang (NBB)                     | Zeeland       | Noord-Beveland                | 2      |
| LEEFBAAR REIMERSWAAL                             | Zeeland       | Reimerswaal                   | 3      |
| Leefbaar Schouwen-Duiveland                      | Zeeland       | Schouwen-Duiveland            | 5      |
| alert!                                           | Zeeland       | Schouwen-Duiveland            | 1      |
| Nieuw Gemeentebelang                             | Zeeland       | Sluis                         | 3      |
| Dorpsbelangen & Toerisme                         | Zeeland       | Sluis                         | 3      |
| Politieke Vereniging Lijst Babijn                | Zeeland       | Sluis                         | 2      |
| TOP/GEMEENTEBELANGEN                             | Zeeland       | Terneuzen                     | 10     |
| 55 terneuzen                                     | Zeeland       | Terneuzen                     | 2      |
| Algemeen Belang Tholen (ABT)                     | Zeeland       | Tholen                        | 3      |
| Dorpsbelangen en Toerisme Veere (DTV)            | Zeeland       | Veere                         | 3      |
| Lokale Partij Vlissingen                         | Zeeland       | Vlissingen                    | 5      |
| Partij Souburg-Ritthem                           | Zeeland       | Vlissingen                    | 4      |
| Progressief Ondernemend Vlissingen               | Zeeland       | Vlissingen                    | 1      |
| Ideaalburg                                       | Noord-Brabant | Aalburg                       | 2      |
| Belangen Aalburgse Burgers (BAB)                 | Noord-Brabant | Aalburg                       | 1      |
| De Aalburgse Alliantie                           | Noord-Brabant | Aalburg                       | 1      |
| Gemeenschaps Belangen Alphen (GBA)               | Noord-Brabant | Alphen-Chaam                  | 4      |
| GBSV CHAAM                                       | Noord-Brabant | Alphen-Chaam                  | 3      |
| Gemeentebelangen Galder-Strijbeek-Ulvenhout A.C. | Noord-Brabant | Alphen-Chaam                  | 1      |
| Algemeen Belang                                  | Noord-Brabant | Asten                         | 5      |
| Leefbaar Asten                                   | Noord-Brabant | Asten                         | 3      |
| BAARLE!                                          | Noord-Brabant | Baarle-Nassau                 | 3      |
| Keerpunt '98 (K'98)                              | Noord-Brabant | Baarle-Nassau                 | 2      |
| Vooruitstrevende Partij Baarle (VPB)             | Noord-Brabant | Baarle-Nassau                 | 2      |
| Fractie Ulicoten (F.U)                           | Noord-Brabant | Baarle-Nassau                 | 2      |
| Lokale Partij Bergeijk                           | Noord-Brabant | Bergeijk                      | 4      |
| GBWP                                             | Noord-Brabant | Bergen op Zoom                | 8      |
| Lijst Linssen                                    | Noord-Brabant | Bergen op Zoom                | 5      |
| BSD                                              | Noord-Brabant | Bergen op Zoom                | 4      |
| Lokaal                                           | Noord-Brabant | Bernheze                      | 4      |
| Politieke partij Blanco                          | Noord-Brabant | Bernheze                      | 2      |
| Best Open                                        | Noord-Brabant | Best                          | 3      |
| Jongerenpartij JO                                | Noord-Brabant | Best                          | 2      |
| Gemeentebelangen Best                            | Noord-Brabant | Best                          | 2      |
| Vrije Hapertse Partij (VHP)                      | Noord-Brabant | Bladel                        | 4      |
| Democratisch Onafhankelijke Partij D.O.P.        | Noord-Brabant | Boekel                        | 4      |
| Gemeenschapsbelang Venhorst - Boekel             | Noord-Brabant | Boekel                        | 4      |
| Boekel's Welzijn                                 | Noord-Brabant | Boekel                        | 1      |
| Lokale Onafhankelijke Fractie (LOF)              | Noord-Brabant | Boxmeer                       | 4      |
| VDB/LO                                           | Noord-Brabant | Boxmeer                       | 3      |
| Combinatie'95                                    | Noord-Brabant | Boxtel                        | 5      |
| Balans                                           | Noord-Brabant | Boxtel                        | 4      |
| INbox / Boxtels Belang                           | Noord-Brabant | Boxtel                        | 2      |
| BREDA'97                                         | Noord-Brabant | Breda                         | 2      |
| Bredase Ondernemers Ouderen-Partij               | Noord-Brabant | Breda                         | 1      |
| Cranendonck Actief!                              | Noord-Brabant | Cranendonck                   | 6      |
| Echte Lokale Aandacht Nu (ELAN)                  | Noord-Brabant | Cranendonck                   | 5      |
| ALGEMEEN BELANG CUIJK (ABC-CUIJK)                | Noord-Brabant | Cuijk                         | 4      |
| Progressief Leefbaar Cuijk ca (PLC'93)           | Noord-Brabant | Cuijk                         | 1      |
| Politieke Partij DOE!                            | Noord-Brabant | Deurne                        | 5      |
| DeurneNU                                         | Noord-Brabant | Deurne                        | 5      |
| Transparant Deurne                               | Noord-Brabant | Deurne                        | 2      |
| Volkspartij Dongen                               | Noord-Brabant | Dongen                        | 9      |
| DEMOCRATISCH PODIUM                              | Noord-Brabant | Dongen                        | 1      |
| Lijst Harry Bakker                               | Noord-Brabant | Drimmelen                     | 8      |
| Combinatie Algemeen Belang                       | Noord-Brabant | Drimmelen                     | 4      |
| Eersel Anders                                    | Noord-Brabant | Eersel                        | 3      |
| Kernbeleid                                       | Noord-Brabant | Eersel                        | 2      |
| Ouderen Appèl Eindhoven                          | Noord-Brabant | Eindhoven                     | 3      |
| Leefbaar Eindhoven                               | Noord-Brabant | Eindhoven                     | 2      |
| Lijst Pim Fortuyn Eindhoven                      | Noord-Brabant | Eindhoven                     | 1      |
| Algemeen Plaatselijk Belang                      | Noord-Brabant | Etten-Leur                    | 6      |
| Ons Etten-Leur                                   | Noord-Brabant | Etten-Leur                    | 3      |
| Leefbaar Etten-leur                              | Noord-Brabant | Etten-Leur                    | 2      |
| Uw Drie Kernen (U3K)                             | Noord-Brabant | Geertruidenberg               | 5      |
| Keerpunt 74                                      | Noord-Brabant | Geertruidenberg               | 2      |
| Partij Samenwerking                              | Noord-Brabant | Geertruidenberg               | 1      |
| Democratische Groepering Geldrop (DGG)           | Noord-Brabant | Geldrop-Mierlo                | 6      |
| Dorpspartij Mierlo (DPM)                         | Noord-Brabant | Geldrop-Mierlo                | 3      |
| Lokale Realisten                                 | Noord-Brabant | Gemert-Bakel                  | 5      |
| Dorpspartij                                      | Noord-Brabant | Gemert-Bakel                  | 4      |
| Kern'75                                          | Noord-Brabant | Gilze en Rijen                | 8      |
| Gemeentebelang                                   | Noord-Brabant | Gilze en Rijen                | 5      |
| Lijst Riel-Goirle                                | Noord-Brabant | Goirle                        | 4      |
| Pro Actief Goirle                                | Noord-Brabant | Goirle                        | 3      |
| Lijst Couwenberg                                 | Noord-Brabant | Goirle                        | 1      |
| Lokale Partij Grave                              | Noord-Brabant | Grave                         | 4      |
| Keerpunt 2010                                    | Noord-Brabant | Grave                         | 3      |
| Trots Liberaal Land van Cuijk                    | Noord-Brabant | Grave                         | 1      |
| Samenwerking'95                                  | Noord-Brabant | Haaren                        | 6      |
| Progressief '96                                  | Noord-Brabant | Haaren                        | 4      |
| Lokaal Halderberge                               | Noord-Brabant | Halderberge                   | 5      |
| WOS                                              | Noord-Brabant | Halderberge                   | 3      |
| Voor De Gemeenschap                              | Noord-Brabant | Halderberge                   | 1      |
| Lokaal Heeze-Leende                              | Noord-Brabant | Heeze-Leende                  | 4      |
| De Partij Voor Oud en Jong                       | Noord-Brabant | Heeze-Leende                  | 2      |
| SDH/OH/HELMONDSE BELANGEN/LH                     | Noord-Brabant | Helmond                       | 5      |
| HELDER HELMOND                                   | Noord-Brabant | Helmond                       | 3      |
| Helmond Aktief                                   | Noord-Brabant | Helmond                       | 2      |
| Senioren 2013                                    | Noord-Brabant | Helmond                       | 2      |
| Gemeentebelangen                                 | Noord-Brabant | Heusden                       | 6      |
| D.M.P. Heusden                                   | Noord-Brabant | Heusden                       | 5      |
| Heusden Transparant                              | Noord-Brabant | Heusden                       | 3      |
| Heusden ÉÉN                                      | Noord-Brabant | Heusden                       | 3      |
| Gemeenschapslijst                                | Noord-Brabant | Hilvarenbeek                  | 7      |
| HOI Werkt                                        | Noord-Brabant | Hilvarenbeek                  | 6      |
| PNL (Partij Nieuw Laarbeek)                      | Noord-Brabant | Laarbeek                      | 9      |
| De Werkgroep                                     | Noord-Brabant | Laarbeek                      | 5      |
| Algemeen Belang Laarbeek                         | Noord-Brabant | Laarbeek                      | 3      |
| Vereniging Herindelen Landerd                    | Noord-Brabant | Landerd                       | 4      |
| RPP                                              | Noord-Brabant | Landerd                       | 3      |
| DS97                                             | Noord-Brabant | Landerd                       | 3      |
| Progressief Landerd                              | Noord-Brabant | Landerd                       | 3      |
| Gemeentebelangen                                 | Noord-Brabant | Loon op Zand                  | 5      |
| "VOOR LOON"                                      | Noord-Brabant | Loon op Zand                  | 3      |
| Team Meijerijstad                                | Noord-Brabant | Meierijstad                   | 11     |
| Hart voor Schijndel                              | Noord-Brabant | Meierijstad                   | 3      |
| Lijst Blanco                                     | Noord-Brabant | Meierijstad                   | 2      |
| Gemeentebelang Meierijstad                       | Noord-Brabant | Meierijstad                   | 1      |
| VierKernenPartij                                 | Noord-Brabant | Mill en Sint Hubert           | 5      |
| Algemeen Belang '90                              | Noord-Brabant | Mill en Sint Hubert           | 4      |
| Dorpslijst Langenboom                            | Noord-Brabant | Mill en Sint Hubert           | 2      |
| Onafhankelijk Moerdijk                           | Noord-Brabant | Moerdijk                      | 9      |
| Burger Belangen Moerdijk                         | Noord-Brabant | Moerdijk                      | 2      |
| W70 Nuenen Gerwen Nederwetten Eeneind            | Noord-Brabant | Nuenen, Gerwen en Nederwetten | 4      |
| Combinatie Nuenen c.a.                           | Noord-Brabant | Nuenen, Gerwen en Nederwetten | 1      |
| Lijst Pijs                                       | Noord-Brabant | Nuenen, Gerwen en Nederwetten | 1      |
| Nuenens Belang                                   | Noord-Brabant | Nuenen, Gerwen en Nederwetten | 1      |
| De Gewone Man                                    | Noord-Brabant | Oirschot                      | 3      |
| Dorpsvisie                                       | Noord-Brabant | Oirschot                      | 2      |
| Algemeen Belang                                  | Noord-Brabant | Oisterwijk                    | 6      |
| Partij Gemeente Belangen                         | Noord-Brabant | Oisterwijk                    | 4      |
| Gemeentebelangen Oosterhout                      | Noord-Brabant | Oosterhout                    | 6      |
| Gezond Burger Verstand                           | Noord-Brabant | Oosterhout                    | 3      |
| GROEN BRABANT                                    | Noord-Brabant | Oosterhout                    | 1      |
| Voor De Gemeenschap (V.D.G.)                     | Noord-Brabant | Oss                           | 11     |
| Beter Oss                                        | Noord-Brabant | Oss                           | 2      |
| Samenwerking                                     | Noord-Brabant | Reusel-De Mierden             | 6      |
| Roosendaalse Lijst                               | Noord-Brabant | Roosendaal                    | 9      |
| Vrije Liberale Partij (V.L.P.)                   | Noord-Brabant | Roosendaal                    | 5      |
| Nieuwe Democraten                                | Noord-Brabant | Roosendaal                    | 2      |
| RUCPHENSE VOLKSPARTIJ (RVP)                      | Noord-Brabant | Rucphen                       | 6      |
| Rosmalens Belang                                 | Noord-Brabant | 's-Hertogenbosch              | 5      |
| BOSCH BELANG                                     | Noord-Brabant | 's-Hertogenbosch              | 5      |
| Bossche Volkspartij (BVP)                        | Noord-Brabant | 's-Hertogenbosch              | 3      |
| De Bossche Groenen                               | Noord-Brabant | 's-Hertogenbosch              | 1      |
| Sint Anthonis NU                                 | Noord-Brabant | Sint Anthonis                 | 7      |
| Plaatselijke Politieke Alliantie (PPA)           | Noord-Brabant | Sint-Michielsgestel           | 6      |
| DorpsGoed                                        | Noord-Brabant | Sint-Michielsgestel           | 4      |
| De Gestelse Coalitie                             | Noord-Brabant | Sint-Michielsgestel           | 4      |
| Gemeenschapslijst Someren-Eind en 13             | Noord-Brabant | Someren                       | 4      |
| Leefbaar Someren                                 | Noord-Brabant | Someren                       | 2      |
| Lijst Someren-Heide                              | Noord-Brabant | Someren                       | 2      |
| Dorpsvisie Son en Breugel                        | Noord-Brabant | Son en Breugel                | 5      |
| Dorpsbelang Son en Breugel                       | Noord-Brabant | Son en Breugel                | 5      |
| Gewoon Lokaal!                                   | Noord-Brabant | Steenbergen                   | 4      |
| De Volkspartij                                   | Noord-Brabant | Steenbergen                   | 3      |
| Lijst Steenbergen Anders                         | Noord-Brabant | Steenbergen                   | 1      |
| Lijst Smolders Tilburg (LST)                     | Noord-Brabant | Tilburg                       | 5      |
| Tilburgse Volkspartij (TVP)                      | Noord-Brabant | Tilburg                       | 2      |
| Voor Tilburg                                     | Noord-Brabant | Tilburg                       | 1      |
| Jong Uden                                        | Noord-Brabant | Uden                          | 5      |
| Gewoon Uden                                      | Noord-Brabant | Uden                          | 2      |
| H&G                                              | Noord-Brabant | Valkenswaard                  | 8      |
| Valkenswaard Lokaal                              | Noord-Brabant | Valkenswaard                  | 6      |
| Veldhoven Samen Anders (VSA)                     | Noord-Brabant | Veldhoven                     | 6      |
| Gemeente Belangen Veldhoven (G.B.V.)             | Noord-Brabant | Veldhoven                     | 6      |
| Samenwerkend Veldhoven                           | Noord-Brabant | Veldhoven                     | 1      |
| Gemeentebelangen                                 | Noord-Brabant | Vught                         | 8      |
| Aalst-Waalre Belang (A-WB)                       | Noord-Brabant | Waalre                        | 3      |
| Zelfstandig Waalre 2014                          | Noord-Brabant | Waalre                        | 2      |
| LokaalBelang                                     | Noord-Brabant | Waalwijk                      | 9      |
| Werknemersbelang                                 | Noord-Brabant | Waalwijk                      | 1      |
| Algemeen Belang Zuid-Zuidwesthoek (ABZ)          | Noord-Brabant | Woensdrecht                   | 7      |
| Alle Kernen Troef (A.K.T.)                       | Noord-Brabant | Woensdrecht                   | 2      |
| Gemeentebelangen                                 | Noord-Brabant | Woudrichem                    | 3      |
| Dorpsbelangen                                    | Noord-Brabant | Zundert                       | 4      |
| Onafhankelijke Partij Zundert (OPZ)              | Noord-Brabant | Zundert                       | 2      |
| Ondernemend Platteland                           | Noord-Brabant | Zundert                       | 2      |
| BBB-NDB                                          | Limburg       | Beek                          | 6      |
| Progressief Beek                                 | Limburg       | Beek                          | 4      |
| Senioren Belang Beek                             | Limburg       | Beek                          | 2      |
| VLP (Verantwoorde Lokale Politiek)               | Limburg       | Beesel                        | 6      |
| Beeselse Lijst                                   | Limburg       | Beesel                        | 3      |
| KERN                                             | Limburg       | Bergen                        | 5      |
| Burger Belangen Brunssum Lijst Palmen            | Limburg       | Brunssum                      | 4      |
| PAK (Progressief Akkoord)                        | Limburg       | Brunssum                      | 3      |
| BCD                                              | Limburg       | Brunssum                      | 2      |
| Lijst Borger                                     | Limburg       | Brunssum                      | 2      |
| Lijst Samenwerking                               | Limburg       | Echt-Susteren                 | 7      |
| Democraten Echt-Susteren                         | Limburg       | Echt-Susteren                 | 4      |
| Partij Nieuw Echt-Susteren (PNES)                | Limburg       | Echt-Susteren                 | 4      |
| M en M Echt-Susteren                             | Limburg       | Echt-Susteren                 | 1      |
| Partij Groot Eijsden-Margraten (PGE-M)           | Limburg       | Eijsden-Margraten             | 3      |
| Samenwerkingsverband Margraten (SVM)             | Limburg       | Eijsden-Margraten             | 3      |
| KERN                                             | Limburg       | Gennep                        | 3      |
| Fractie Franssen                                 | Limburg       | Gulpen-Wittem                 | 5      |
| Balans Gulpen-Wittem                             | Limburg       | Gulpen-Wittem                 | 2      |
| Ouderen Partij Heerlen                           | Limburg       | Heerlen                       | 6      |
| Hart-Leers                                       | Limburg       | Heerlen                       | 3      |
| Stadspartij Heerlen                              | Limburg       | Heerlen                       | 2      |
| Partij Hoensbroeks Belang                        | Limburg       | Heerlen                       | 2      |
| RPN                                              | Limburg       | Heerlen                       | 1      |
| Essentie                                         | Limburg       | Horst aan de Maas             | 6      |
| Burgerbelangen                                   | Limburg       | Kerkrade                      | 8      |
| Ons Kerkrade (OK)                                | Limburg       | Kerkrade                      | 4      |
| Lokaal Alternatief                               | Limburg       | Kerkrade                      | 2      |
| Ouderenpartij Kerkrade                           | Limburg       | Kerkrade                      | 1      |
| GBBL Ubach over Worms                            | Limburg       | Landgraaf                     | 5      |
| GBBL Schaesberg                                  | Limburg       | Landgraaf                     | 3      |
| GBBL Nieuwenhagen                                | Limburg       | Landgraaf                     | 3      |
| Samen Verder                                     | Limburg       | Leudal                        | 9      |
| Ronduit Open                                     | Limburg       | Leudal                        | 7      |
| Progressief Leudal                               | Limburg       | Leudal                        | 1      |
| Lokaal Belang                                    | Limburg       | Maasgouw                      | 7      |
| Partij Welzijn Maasgouw (PWM)                    | Limburg       | Maasgouw                      | 1      |
| Senioren Partij Maastricht                       | Limburg       | Maastricht                    | 6      |
| Partij Veilig Maastricht (PVM)                   | Limburg       | Maastricht                    | 3      |
| Stadsbelangen Mestreech                          | Limburg       | Maastricht                    | 1      |
| Maastrichtse Volkspartij (MV)                    | Limburg       | Maastricht                    | 1      |
| Liberale Partij Maastricht                       | Limburg       | Maastricht                    | 1      |
| BRUG-M                                           | Limburg       | Meerssen                      | 5      |
| FOCUS                                            | Limburg       | Meerssen                      | 4      |
| Partij Groot Meerssen                            | Limburg       | Meerssen                      | 3      |
| Dorpsgroepering Pouwels                          | Limburg       | Mook en Middelaar             | 5      |
| Jongeren Akkoord Nederweert (J.A.N.)             | Limburg       | Nederweert                    | 5      |
| Burger Belangen Nuth                             | Limburg       | Nuth                          | 4      |
| Leefbaar Nuth                                    | Limburg       | Nuth                          | 2      |
| Groot-Nuth                                       | Limburg       | Nuth                          | 1      |
| Democraten Onderbanken                           | Limburg       | Onderbanken                   | 5      |
| PRogressief Onderbanken                          | Limburg       | Onderbanken                   | 3      |
| Lokaal Peel en Maas                              | Limburg       | Peel en Maas                  | 9      |
| AndersNu                                         | Limburg       | Peel en Maas                  | 2      |
| Lijst nr. 5 (blanco lijst)                       | Limburg       | Peel en Maas                  | 1      |
| Roerstreek Lokaal!                               | Limburg       | Roerdalen                     | 6      |
| Ons Roerdalen                                    | Limburg       | Roerdalen                     | 3      |
| Democraten Roerdalen                             | Limburg       | Roerdalen                     | 2      |
| Liberale Volkspartij Roermond (LVR)              | Limburg       | Roermond                      | 10     |
| Demokraten Swalmen                               | Limburg       | Roermond                      | 3      |
| Stadspartij Roermond                             | Limburg       | Roermond                      | 1      |
| Vernieuwingsgroep                                | Limburg       | Schinnen                      | 6      |
| BurgerBelangen                                   | Limburg       | Simpelveld                    | 5      |
| Leefbaar Simpelveld                              | Limburg       | Simpelveld                    | 3      |
| Simpelveld Lokaal                                | Limburg       | Simpelveld                    | 2      |
| G.O.B.                                           | Limburg       | Sittard-Geleen                | 8      |
| Stadspartij                                      | Limburg       | Sittard-Geleen                | 4      |
| DNA Partij                                       | Limburg       | Sittard-Geleen                | 3      |
| DOS                                              | Limburg       | Stein                         | 7      |
| Communiceren Met Burgers (CMB)                   | Limburg       | Stein                         | 5      |
| Politieke vereniging Steins Belang               | Limburg       | Stein                         | 3      |
| Fractie Scheffers - Vrij & Onafhankelijk (V&O)   | Limburg       | Vaals                         | 4      |
| Lokaal!                                          | Limburg       | Vaals                         | 3      |
| Algemeen Belang                                  | Limburg       | Valkenburg aan de Geul        | 7      |
| Lokale Democraten                                | Limburg       | Venlo                         | 5      |
| VenLokaal                                        | Limburg       | Venlo                         | 5      |
| Samenwerking Venray                              | Limburg       | Venray                        | 3      |
| Plaatselijk Progressief in het Kwadraat (PP2)    | Limburg       | Venray                        | 3      |
| inVENtief                                        | Limburg       | Venray                        | 2      |
| Voerendaal Actief                                | Limburg       | Voerendaal                    | 4      |
| Democraten Voerendaal                            | Limburg       | Voerendaal                    | 6      |
| Algemeen Gemeenschaps Belang (A.G.B.)            | Limburg       | Voerendaal                    | 1      |
| Weert Lokaal                                     | Limburg       | Weert                         | 8      |